# ريتشارد مارتن (سياسي إنجليزي)
ريتشارد مارتن (بالإنجليزية: Richard Martin)‏ هو سياسي بريطاني، ولد في 1534، وتوفي في 1617 في لندن في المملكة المتحدة. انتخب أمين دار السك ‏ وانتخب اللورد عمدة لندن (1589 – ) وانتخب Sheriff of the City of London ‏ (1581 – ).